# (22589) Minor
(22589) Minor (1998 HY100) – planetoida z pasa głównego asteroid okrążająca Słońce w ciągu 3,36 lat w średniej odległości 2,24 j.a. Odkryta 21 kwietnia 1998 roku.